# Вулиця Юрія Іллєнка (Київ)
Вулиця Юрія Іллєнка — вулиця у Шевченківському районі міста Києва, місцевості Лук'янівка, Дорогожичі. Пролягає від вулиці Січових Стрільців та Лук'янівської площі до вулиці Олени Теліги.
Прилучаються вулиці: Митрофана Довнар-Запольського, Герцена, Деревлянська, Академіка Ромоданова, Дорогожицька, Ґарета Джонса та Праведників.

## Історія
Вулиця виникла у першій половині XIX століття на давньому Житомирському шляху, разом із теперішньою вулицею Січових Стрільців складала частину Житомирської вулиці. Первісно вулиця впиралася у відгалуження Бабиного Яру. У 1950-ті роки подовжена до сучасної вулиці Олени Теліги.
З 1869 року вулиця мала назву Дорогожицька (також Велика Дорогожицька, наприкінці XIX — початку XX століть), від літописної місцини Дорогожичі.
У 1896—1917 роках вулицею пролягала «Лагерна трамвайна лінія», яка сполучала Лук'янівку та Сирець.
У 1923 році отримала назву вулиця імені Ювенарія Димитровича Мельникова, на честь Ювеналія Мельникова — одного з перших у Києві пропагандистів соціал-демократичних поглядів, який утримував на цій вулиці школу-майстерню, що була фактично марксистським гуртком. Фактично ж одночасно у 1920—1960-х роках використовувалися назви вулиця Мельникова й вулиця Мельника. У 1928 році назва вулиці була уточнена — вулиця Ювеналія Мельникова.
З 1944 року знову мала назву Дорогожицька. З 1957 року — вулиця Мельникова.
24 травня 1997 року на тодішній вулиці Мельникова, буд. 3 був відкритий перший в Києві та в Україні ресторан «McDonald's».
Сучасна назва на честь українського кінорежисера Юрія Іллєнка — з 2018 року.

### Російське вторгнення в Україну

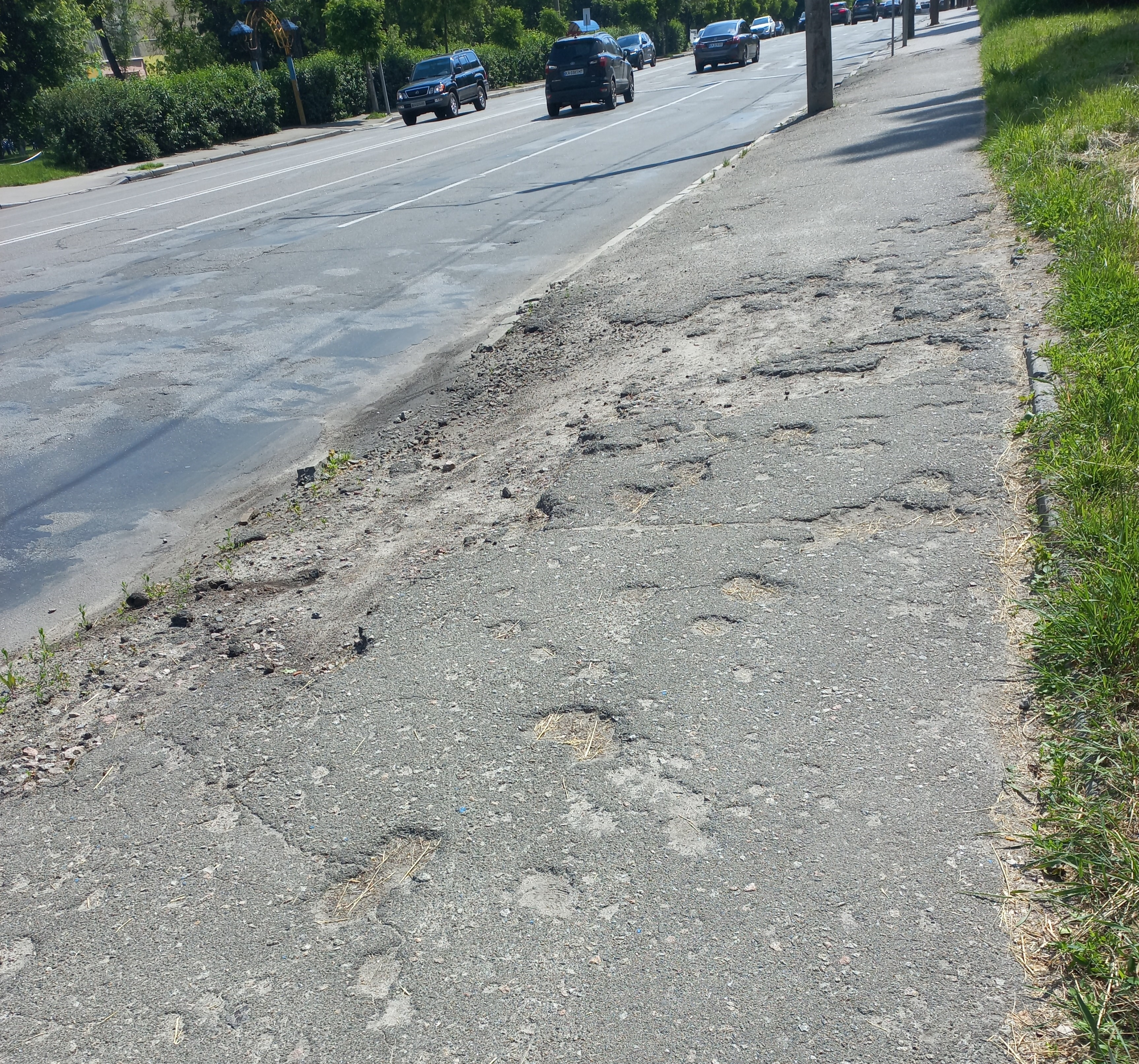
Слід від ракетного удару 1 березня 2022 року на тротуарі вулиці Ю. Іллєнка біля телевежі

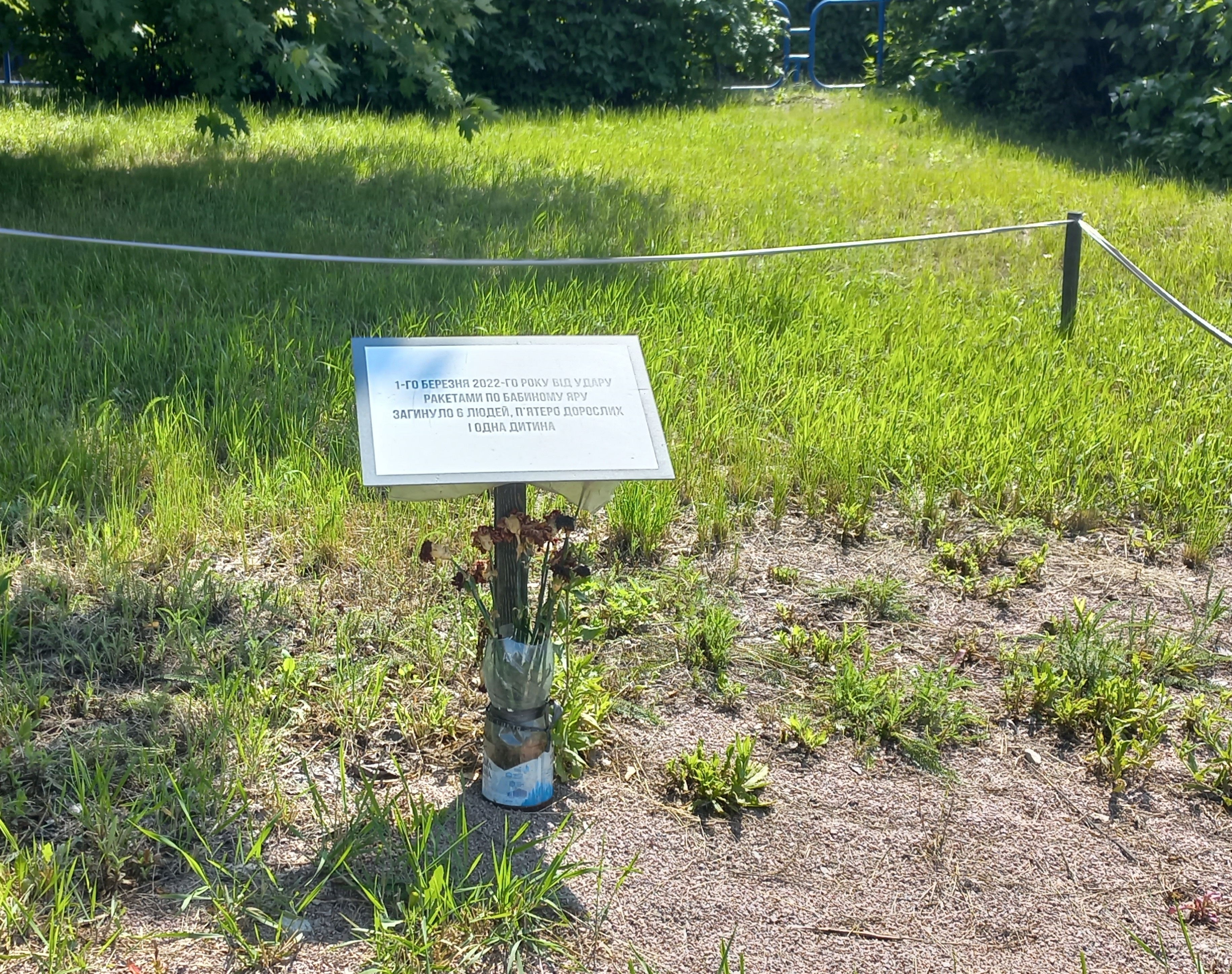
Табличка в пам'ять про загиблих від ракетного удару 1 березня 2022 року

1 березня 2022 року РФ завдала удару двома ракетами по телевежі, унаслідок чого на вулиці Ю. Іллєнка загинуло 5 цивільних мешканців, зокрема одна дитина. Поблизу будинку № 46 встановлено пам'ятну табличку на згадку про цю подію (у тексті на ній ідеться про 6 загиблих, імовірно, включно зі співробітником концерну РРТ, що загинув в апаратній телевежі).

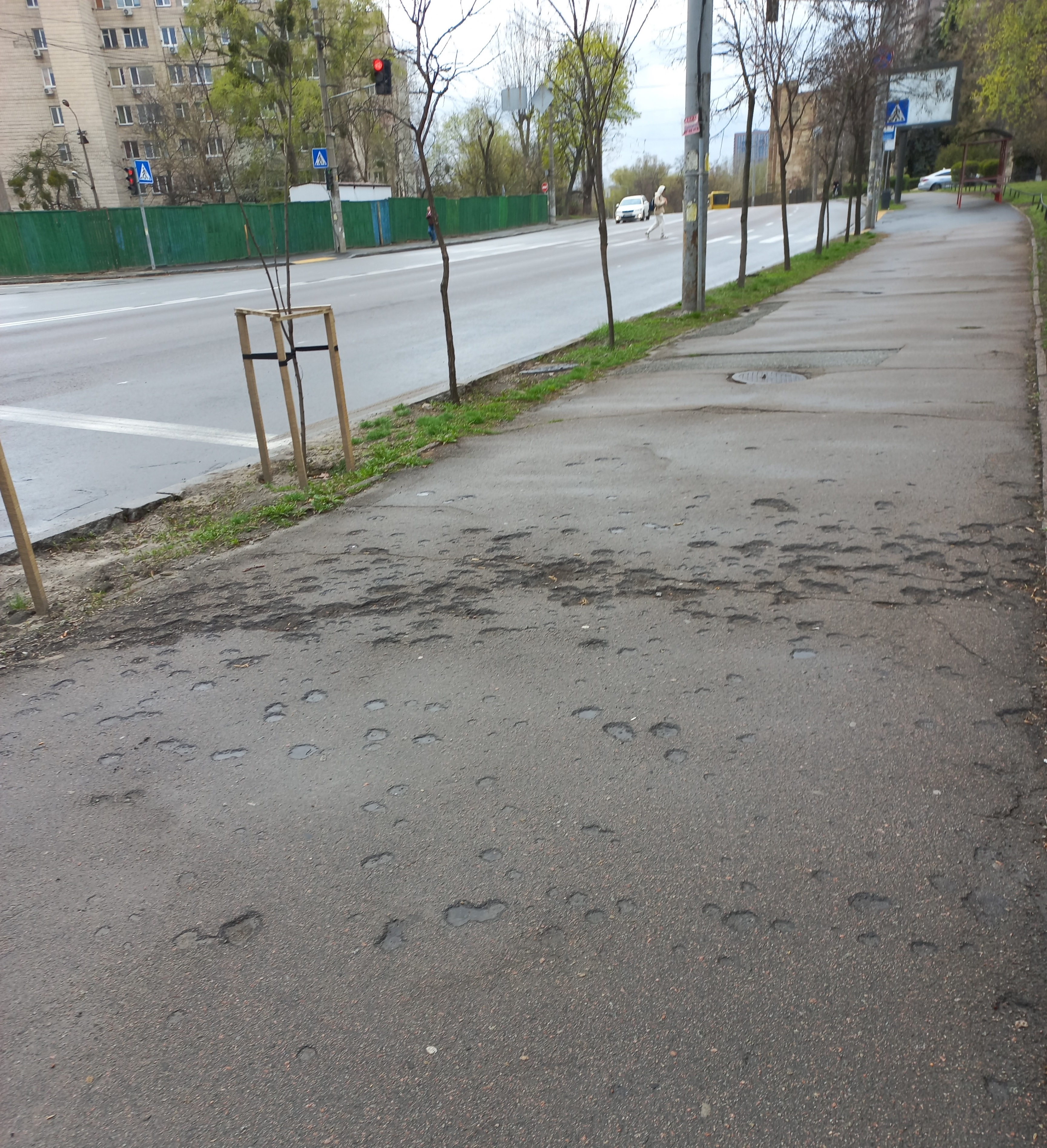
Слід від падіння уламків російського БПЛА 3 листопада 2024 року на тротуарі вулиці Ю. Іллєнка неподалік будинку № 36/1

3 листопада 2024 року внаслідок нічної атаки російських БПЛА типу «Шахед» було значно пошкоджено скління навчального корпусу й гуртожитку № 24 КНУ імені Тараса Шевченка (буд. № 36/1) та деяких інших споруд на вулиці Ю. Іллєнка, а також колишнього адмінкорпусу мотозаводу на Дорогожицькій вулиці, 1.

## Пам'ятки природи

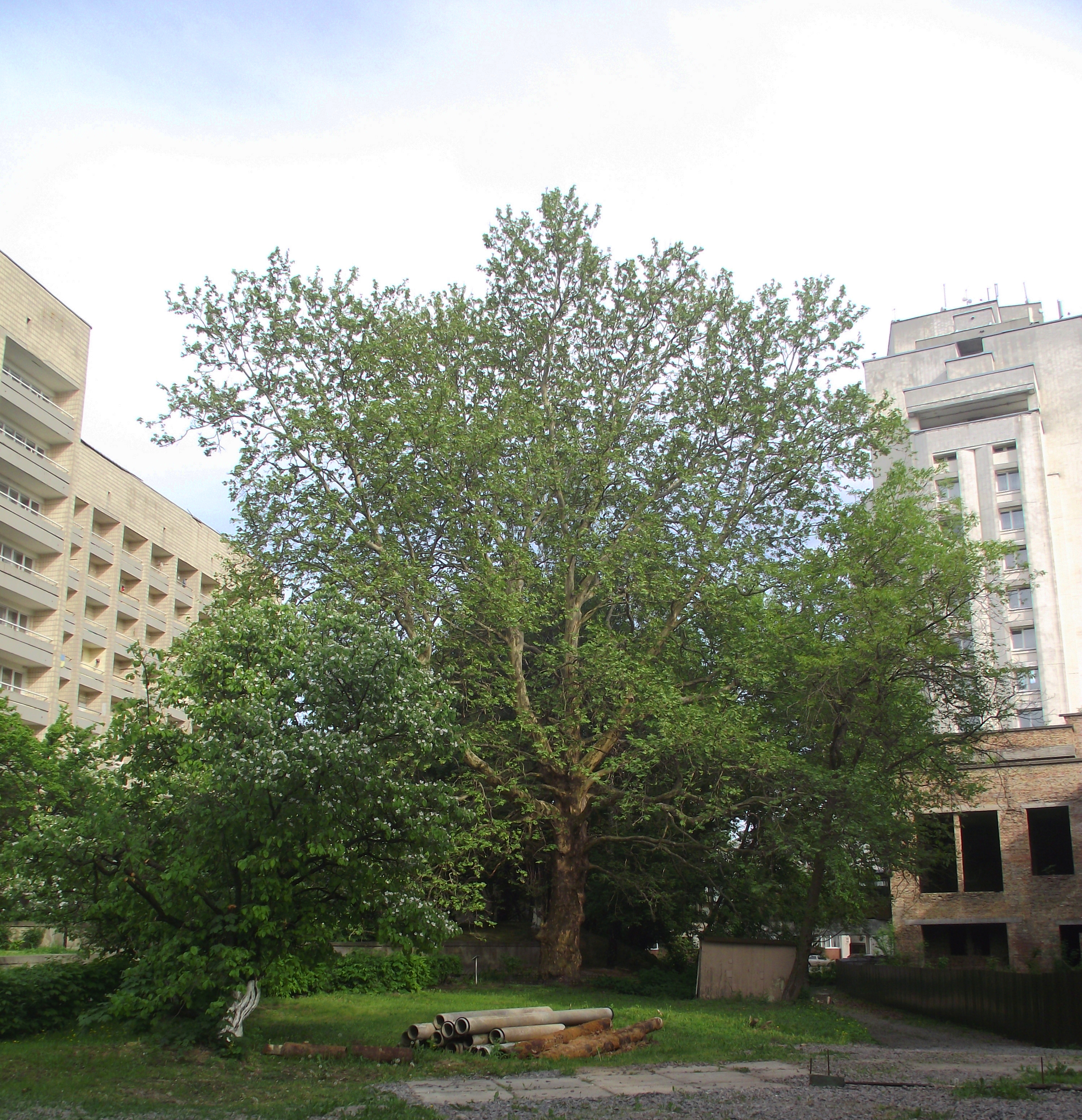
Платан Кащенка

Біля будинку № 36 (недобудований спорткомплекс ВПШ) росте платан Кащенка — єдине вціліле дерево знищеного в 1970-х роках Акліматизаційного саду академіка Миколи Кащенка. Ботанічна пам'ятка природи місцевого значення. Вік дерева становить близько 120 років, висота — 25 м, обхват — 3 м. За даними Київського еколого-культурного центру, який у 1997 році взяв рослину під охорону, це найстаріший та найбільший платан у Києві. Належить до списку видатних дерев Києва.

## Забудова
Забудова вулиці почалася у другій половині XIX століття. Серед невеликих житлових будинків виділялися значні громадські споруди: гімназія № 6, Тираспольські казарми, притулок для дітей військових тощо. Нинішня забудова склалася переважно за радянського часу.
- буд. № 8 (колишня — Велика Дорогожицька, 44) — двоповерховий особняк у стилі розвиненого модерну, так званий «Будинок з ірисами». Споруджений у 1911 році за проєктом цивільного інженера Володимира Безсмертного на замовлення голови Київського окружного суду Миколи Степановича Грабаря. Із встановленням радянської влади в націоналізованому особняку було влаштовано дитячий будинок № 22, де з весни 1921 року вихователем і завідувачем був український письменник Степан Васильченко. У 1922—1925 роках в особняку функціонувала трудова школа № 61 імені Івана Франка, де Васильченко був учителем і після того, як школу 1925 році перевели в приміщення колишньої київської 6-ї гімназії по вул. Мельникова, 81. В особняку ж залишався дитячий будинок до 1934 року, коли тут містилося Українське відділення Всесоюзного товариства культурних зв'язків із закордоном, яке займало особняк до 1940 року. З середини 1940-х років в особняку були різні установи.
- буд. № 14 (колишня — Велика Дорогожицька, 50) — колишній приватний будинок, зведений у 1907 році[11] (за деякими джерелами — у 1905 році[12]) для київського купця Бернарда Себастьяновича Міллера, під керівництвом архітектора Олександра Кривошеєва. Відразу після закінчення будівництва особняк орендувала Земська фельдшерсько-акушерська школа. При школі діяла амбулаторія, де викладачі приймали пацієнтів, а учні їм допомагали. У роки Першої світової війни тут знаходився земський шпиталь, на базі якого було сформовано санітарний ешелон, про що нагадує меморіальна дошка на фасаді будинку.
- буд. № 16 — особняк, що належав генералові Пишенкову, потім його спадкоємцям. У 1908 році будинок орендувала новостворена Шоста чоловіча гімназія, яка потім переїхала у власне приміщення за адресою вул. Мельникова, 81. У радянські часи особняк надбудували.
- буд. № 20 — двоповерховий особняк був зведений на початку XX століття для власниці ділянки Євфросинії Семенкевич. Наприкінці XX століття будинок за проектом архітектора Ірини Клименко перебудували під районний Будинок дитячої технічної творчості. Наразі тут знаходиться Київський міський центр по роботі з жінками.
- буд. № 22 — п'ятиповерховий будинок («сталінка») був зведений в середині XX століття. Нині — житловий будинок з офісами в деяких квартирах. До прибудинкової території входить двір з парковкою для транспорту, великий спортивний майданчик та футбольне поле, збудоване 2004 року. Поруч з будинком знаходиться парк Котляревського з дитячим майданчиком та фонтанами.
- буд. № 24 (колишня — Велика Дорогожицька, 68) — будинок, зведений на міські кошти, для розміщення бійців 131-го піхотного Тираспольського полку, дислокованого в Києві, архітектори Іполит Ніколаєв, Михайло Бобрусов. Прямо на вулицю виходило приміщення штабу полку, а в глибині подвір'я були казарми та плац. У 2020 році розпочато реконструкцію та надбудову пам'ятки для потреб Центру дитячої кардіології та кардіохірургії.
- буд. № 24 (у дворі) — у грудні 2010 року споруджено другий корпус Науково-практичного центру дитячої кардіології та кардіохірургії МОЗ України.
- буд. № 26 — двоповерховий особняк, зведений на початку ХХ століття. У радянський час був резиденцією командувача Київського військового округу, нині тут міститься посольство Казахстану в Україні.
- буд. № 28 — особняк, що належав провізору Вікентію Владиславовичу-Едуардовичу Керекешу, збудований на початку XX століття. Зруйнований у 2013 році заради зведення двоповерхової будівлі ресторану.
- буд. № 30 — Особняк Баккалинського, збудований у 1899—1901 роках. Належав учасникові російсько-турецької війни Пилипові Баккалинському (1835—1908). Останній збережений зразок одноповерхової житлової забудови вулиці. Нині будинок відселений, за даними ЗМІ, готується його знесення[13].
- буд. № 31 — гуртожиток будівельного технікуму. Будинок в глибині кварталу, межує з ділянкою школи № 33 1930-х років, за розмірами узгоджується з навколишньою забудовою. Споруджений 1952 за проєктом архітектора Анатолія Добровольського. Нині тут міститься Центр обслуговування клієнтів ДТЕК «Київські електромережі».
- буд. № 32 — зведений перед самою німецько-радянською війною для особового складу Дніпровської військової флотилії.
- буд. № 36 — зведений у 1980-ті роки за проектом Ігоря Шпари, тут містилася Київська вища партійна школа при ЦК КПУ (зараз тут розташовані Інститут міжнародних відносин та Інститут журналістики). Для будівництва було знищено Акліматизаційний сад, заснований академіком Миколою Кащенком у 1913 році.
- У 1973 році було завершено монтаж найвищої споруди в Україні — Київської телевежі. У той же час у буд. № 42 розпочав споруджуватися апаратно-студійний комплекс Республіканського телецентру (нині — будинок Національної телекомпанії України).
- буд. № 51 — особняк Згорської, знесений у 2011 році.
- буд. № 75 — будинок на розі сучасної Деревлянської вулиці, побудований у 1930-х роках[14] для працівників НКВС.
- буд. № 81 (колишня — вул. Велика Дорогожицька, 75) — містяться одразу декілька давніх будинків. Один з них — будинок Шостої чоловічої гімназії (нині — один з навчальних корпусів Київського національного економічного університету імені В. Гетьмана), зведений у 1912—1913 роках Петром Жуковим за проєктом Олександра Кобелєва. При гімназії була 7-ма земська лікарня. За тією ж адресою містився будинок Олексіївського притулку для дітей військових (вул. Іллєнка № 81/2), побудований у 1901—1902 роках архітектором Сергієм Беком за проєктом Ієроніма Кітнера, одного з авторів комплексу Політехнічного інституту. З 1953 по 1999 рік будівлі належали Київському ВІРТУ ППО.

Пам'ятки архітектури та історично цінні споруди
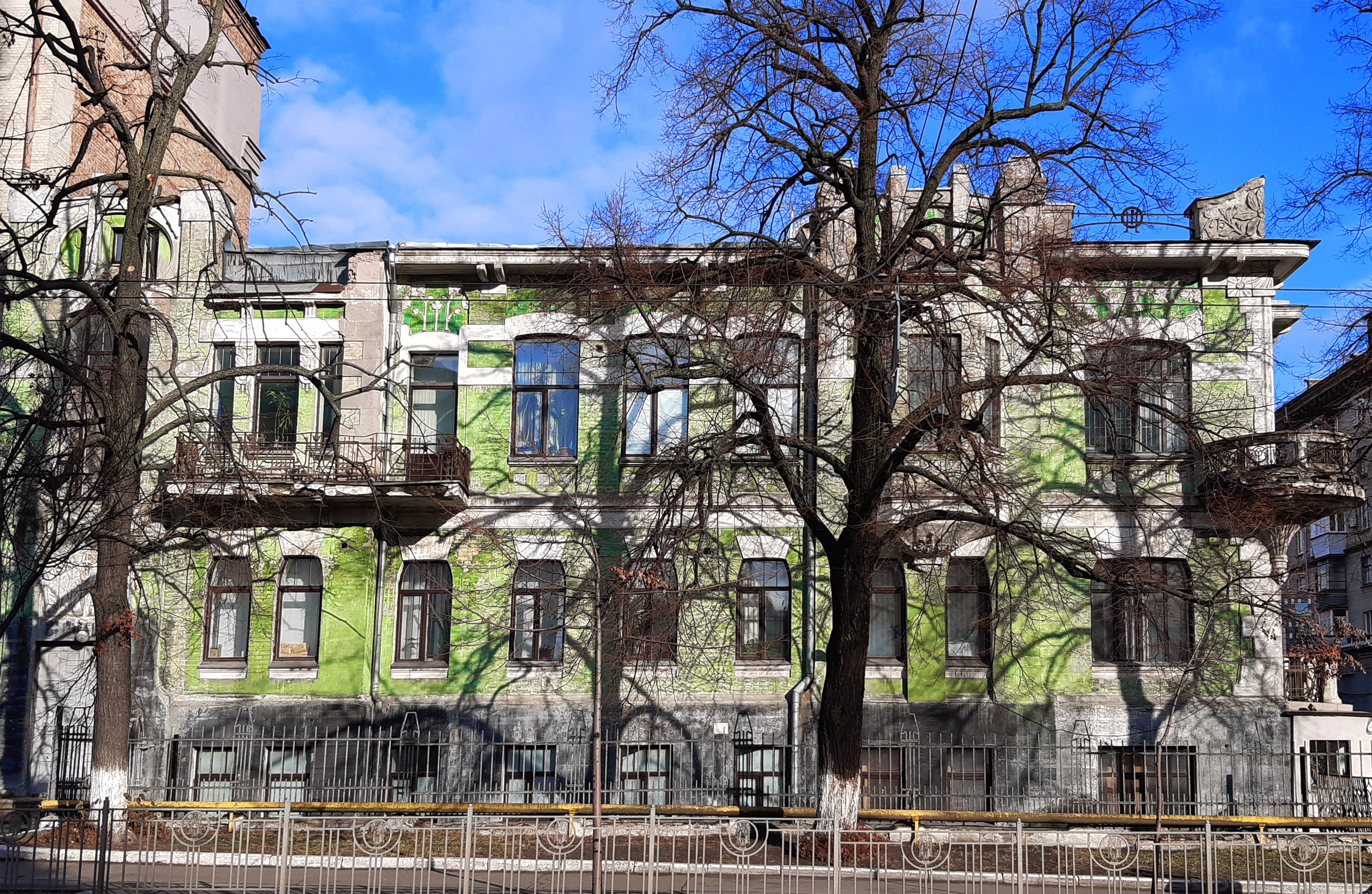
Буд. № 8
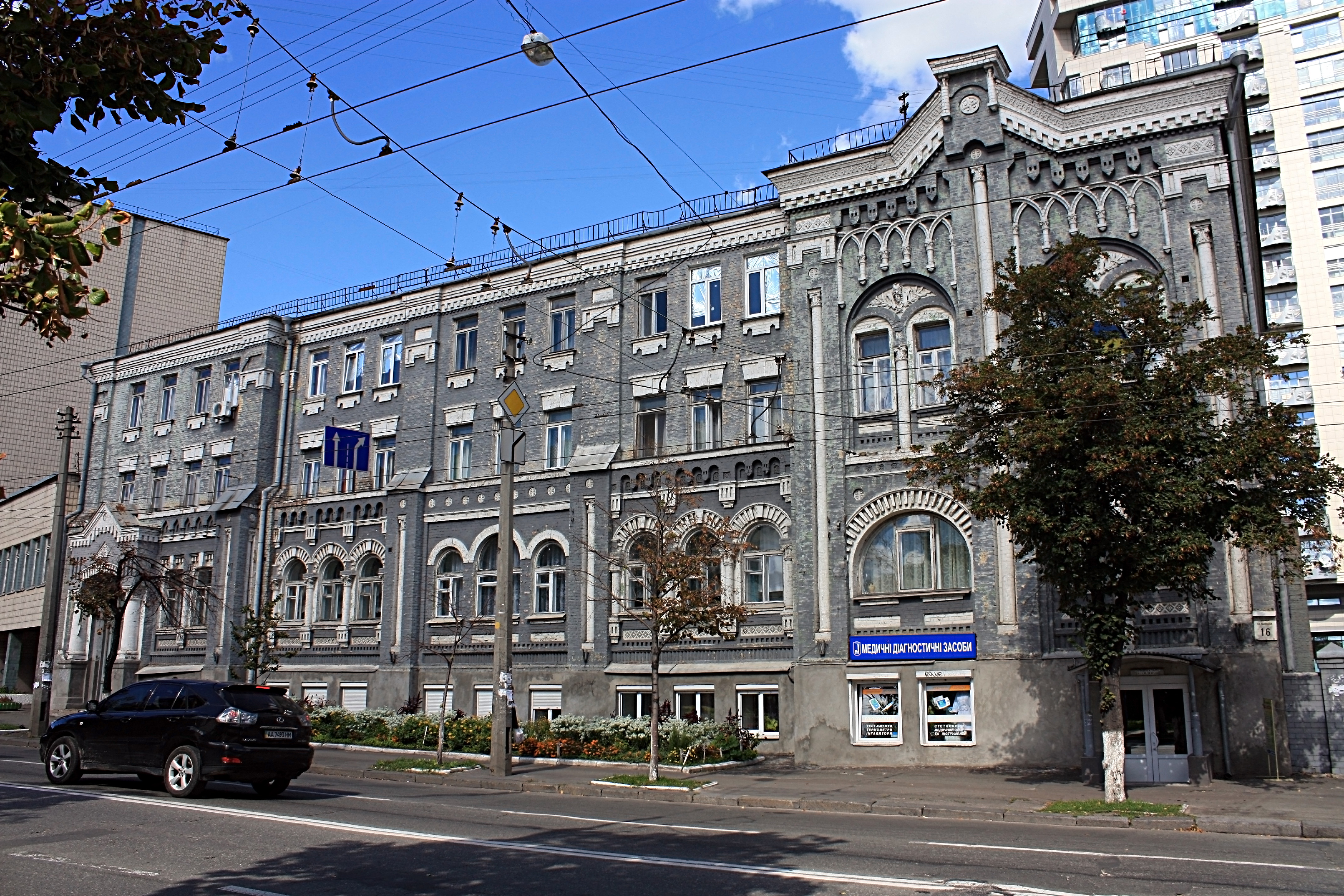
Буд. № 16
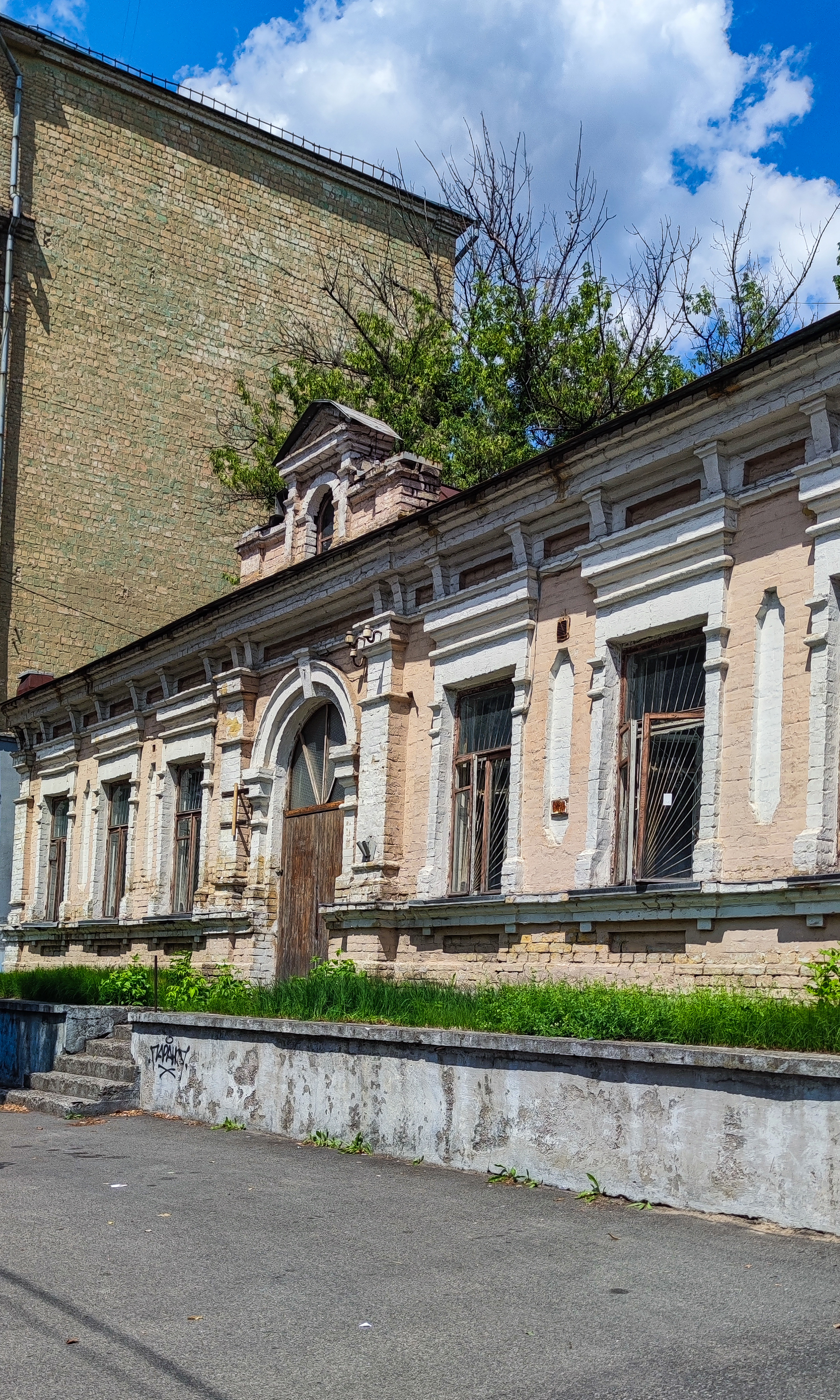
Буд. № 30
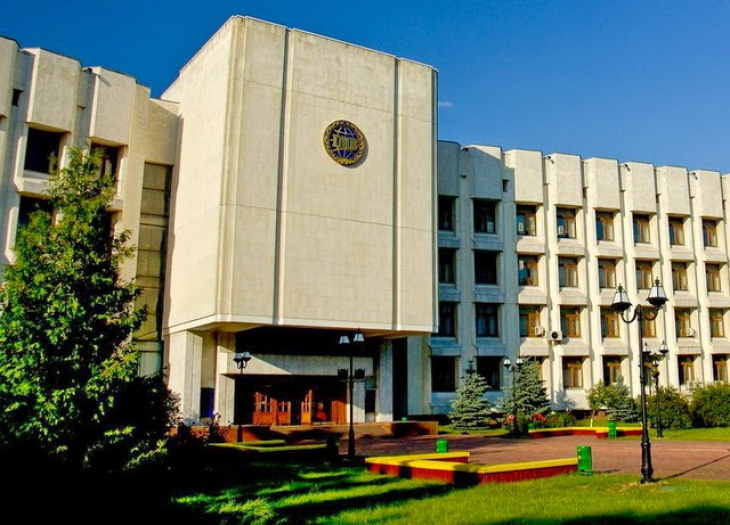
Буд. № 36/1
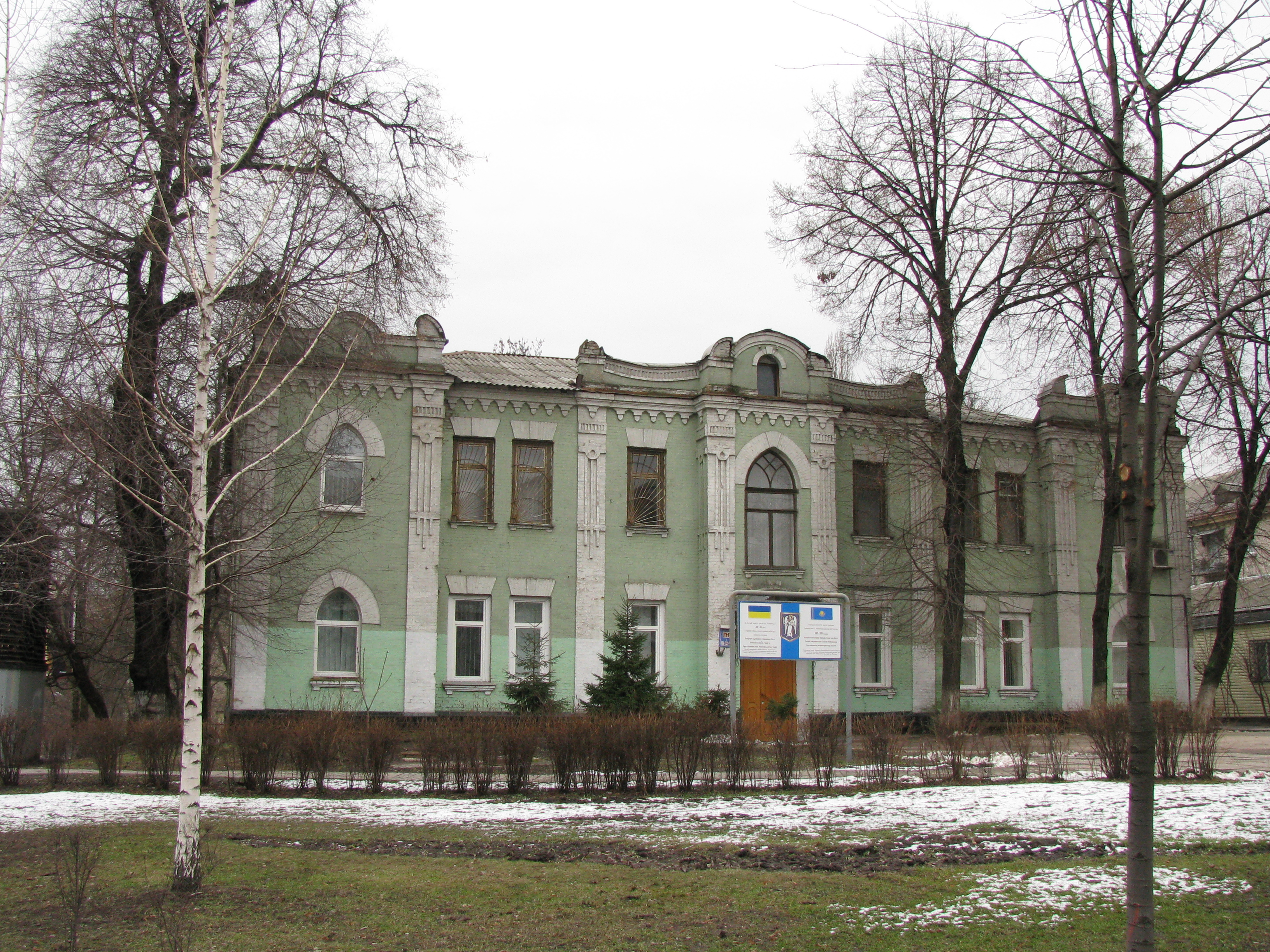
Буд. № 51 (не зберігся). Фото 2009 року
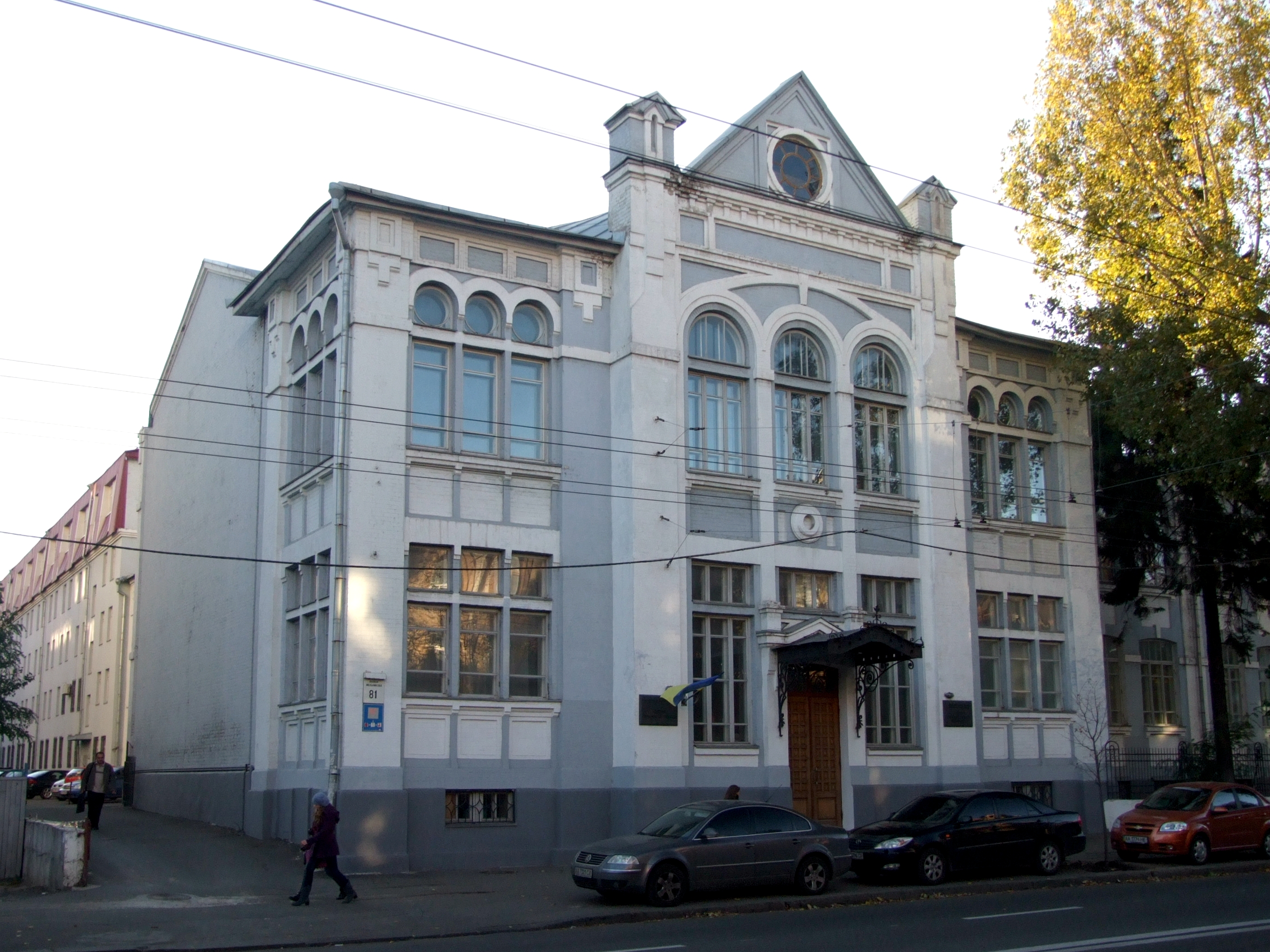
Буд. № 81

Житлові комплекси
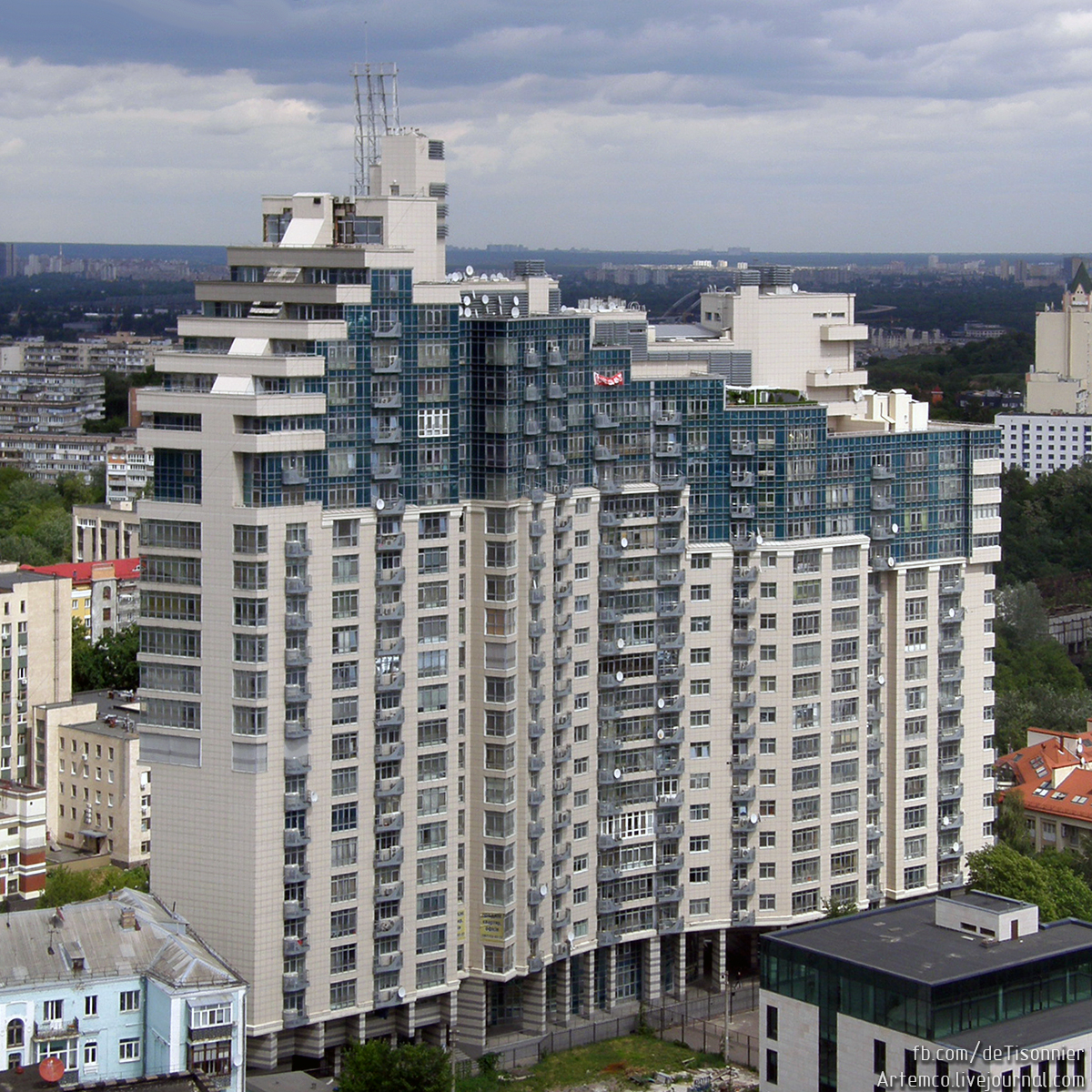
«Парус» (буд. № 12-Б)
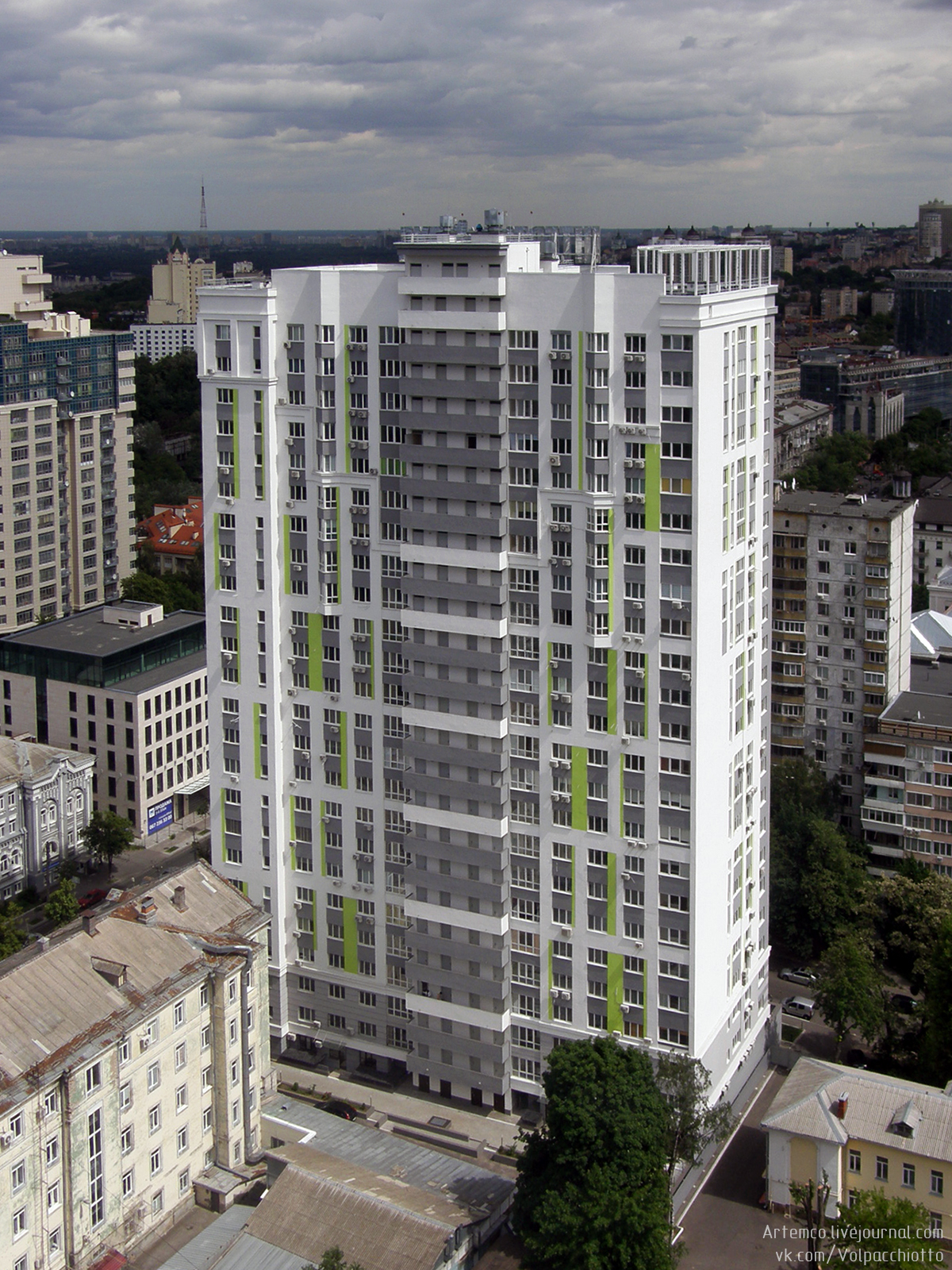
«Лук'янівський» (буд. № 51)

## Особистості
- буд. № 45 — жив і працював академік Микола Кащенко, будинок не зберігся.
- буд.№ 81 — у 1923—1932 роках жив і працював письменник Степан Васильченко.

## Пам'ятники та меморіальні дошки
- буд. № 2/10 — меморіальна дошка Василю Власову. Барельєф, виготовлений з бронзи; скульптор С. І. Гайдар. Демонтована 2024 року.
- буд. № 2-А — пам'ятний знак велосипедистам, що загинули на дорогах. Встановлений 13 грудня 2008 року. За кілька років об'єкт демонтовано.
- буд. № 14 — меморіальна дошка на честь формування санітарного поїзда № 1078. Граніт, архітектор І. П. Прокопенко (відкрита у листопаді 1973 року).
- буд. № 20 (орієнтовно) — у сквері встановлено пам'ятник Івану Котляревському.
- буд. № 32 — меморіальна дошка на честь Ювеналія Мельникова, на честь якого свого часу була названа вулиця. Демонтована 2019 року.
- буд. № 39 — пам'ятник Вільгельму Габсбургу (Василь Вишиваний)[15]
- буд. № 45 — меморіальна дошка Миколі Кащенку. Мармур; архітектор І. І. Макушенко. Встановлена 29 березня 1954 року (наразі втрачена).
- буд. № 81 — меморіальна дошка Степанові Васильченку. Не збереглася (втрачена під час капітального ремонту будівлі в 2003 році).
- буд. № 83-Д (орієнтовно) — меморіальний знак місцю, де починалася дорога євреїв до Бабиного Яру. Влітку 2018 року Ініціативна група «Місто мрії» відновила стан меморіалу.

Пам'ятники
Іванові Котляревському в парку його імені
Велосипедистам, що загинули на дорогах

Меморіальні дошки
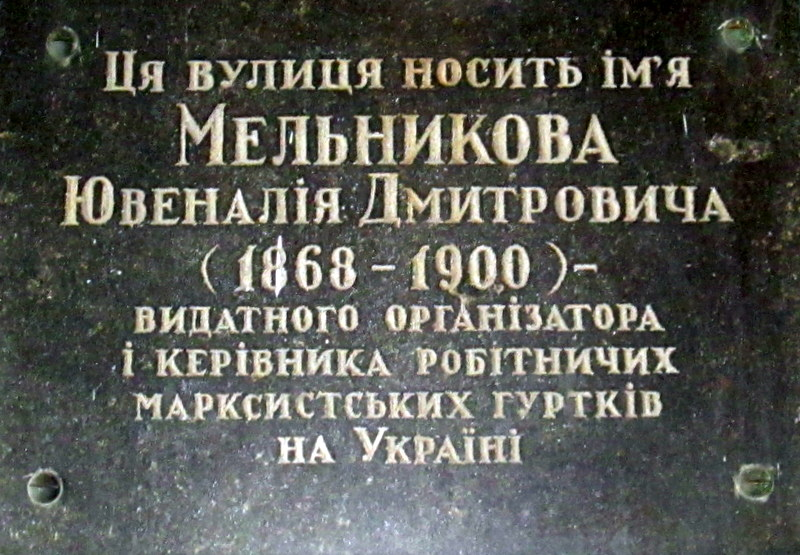
Анотаційна дошка з колишньою назвою вулиці (демонтована 2019 року), буд. № 32
Василю Власову (демонтована 2024 року)
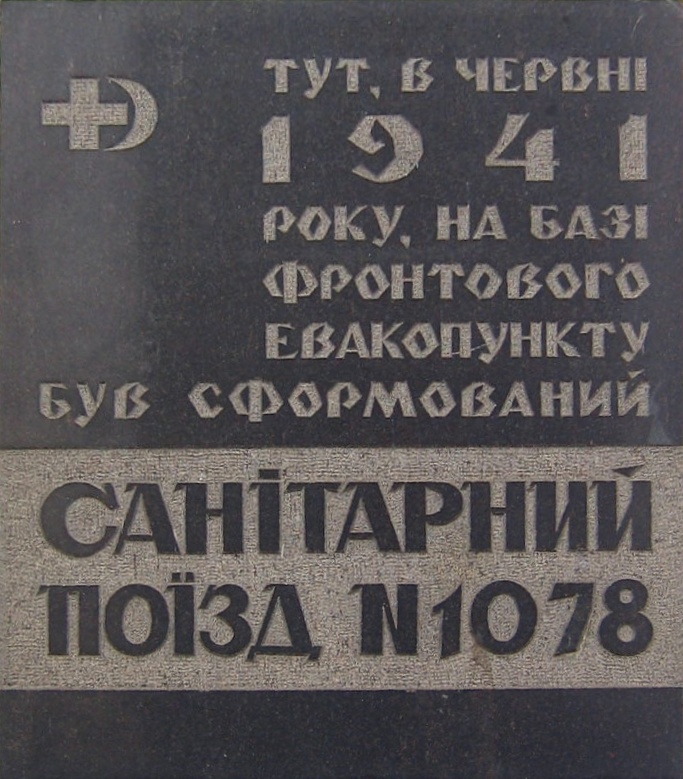
Формуванню санітарного поїзда № 1078
КВІРТУ (демонтована 2024 року)
Степанові Васильченку (зникла під час реконструкції будинку № 79 у 2003 році)

## Установи та заклади

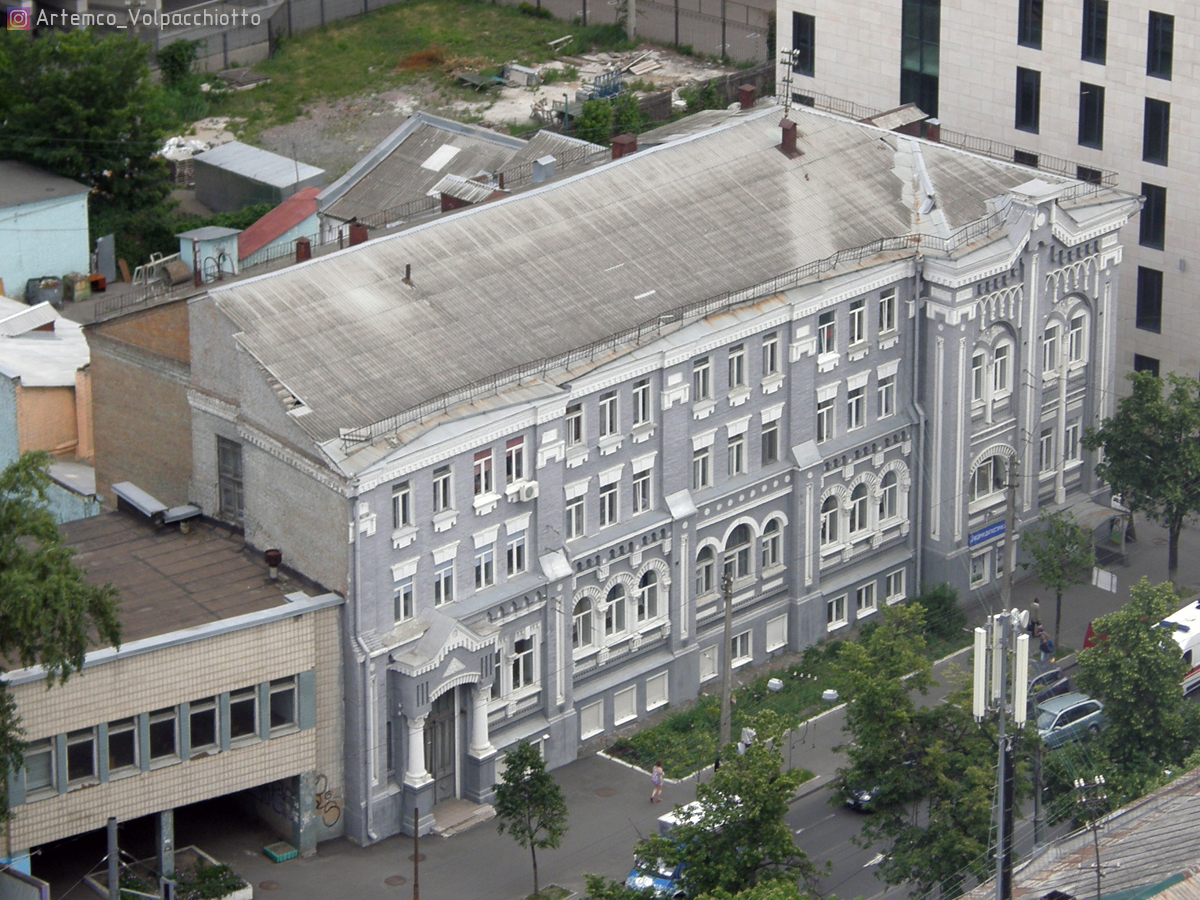
Дитяча лікарня № 8 (буд. № 18)

- буд. № 2/10 — Державна акціонерна холдингова компанія «Артем»
- буд. № 14 — Перший київський медичний коледж
- буд. № 18 — Дитяча клінічна лікарня № 8 Шевченківського району
- буд. № 20 — Київський міський центр роботи з жінками (з 1998)
- буд. № 24 (у дворі) — Центр дитячої кардіології та кардіохірургії МОЗ України
- буд. № 26 — Посольство Казахстану в Україні
- буд. № 31 — офіс енергокомпанії YASNO
- буд. № 36/1 — Інститут журналістики Київського національного університету та Навчально-науковий інститут міжнародних відносин Київського національного університету імені Тараса Шевченка
- буд. № 38, 40 — Державний архів Київської області
- буд. № 39 — Загальноосвітня школа № 61 (1935)
- буд. № 40 — Головне управління праці та соціального захисту населення Київської ОДА
- буд. № 42 — Київський телецентр (Перший та 1+1) та Музей телебачення НСТУ
- буд. № 44 — дирекція Національного історико-меморіального заповідника «Бабин Яр» (колишня контора Лук'янівського єврейського кладовища)
- буд. № 48 — Спорткомплекс «Авангард»
- буд. № 53 — Національний науковий центр радіаційної медицини, гематології та онкології НАМН України
- буд. № 63 — Видавництва «Веселка» та «Мистецтво»
- буд. № 69-А — Дитяча стоматологічна клініка № 2 Шевченківського району
- буд. № 81 — Державна кримінально-виконавча служба України, Галузевий державний архів Державного департаменту України з питань виконання покарань
- буд. № 81-А — 5-й корпус Київського національного економічного університету імені Вадима Гетьмана
- буд. № 83-Д — Посольство Грузії в Україні